# Binissalem
Binissalem este un municipiu în insula Mallorca, Insulele Baleare, Spania. Solul este sărac în nutrienți.
1. ↑  Nomenclátor Geográfico de Municipios y Entidades de Población (20240402 edition)